# راي هايمان
راي هايمان (بالإنجليزية: Ray Hyman)‏ هو ساحر استعراضي وعالم نفس أمريكي، ولد في 23 يونيو 1928 في تشيلسي في الولايات المتحدة.